# Palazzo Pignano
Palazzo Pignano é uma comuna italiana da região da Lombardia, província de Cremona, com cerca de 3.590 habitantes. Estende-se por uma área de 8 km², tendo uma densidade populacional de 449 hab/km². Faz fronteira com Agnadello, Bagnolo Cremasco, Monte Cremasco, Pandino, Torlino Vimercati, Trescore Cremasco, Vaiano Cremasco.

## Demografia
| Variação demográfica do município entre 1861 e 2011                               |
|                                                                                   |
| Fonte: Istituto Nazionale di Statistica (ISTAT) - Elaboração gráfica da Wikipedia |